# Hérnia cerebral
Hérnia cerebral é um efeito secundário potencialmente mortal de pressão intracraniana muito elevada, que ocorre quando parte do cérebro é pressionada contra as estruturas do crânio. O cérebro pode atravessar estas estruturas, como o falx cerebri, o tentorium cerebelli e até mesmo o foramen magnum (o orifício na base do cérebro pelo qual a espinal medula se liga ao cérebro). Em muitos casos a hérnia cerebral apresenta-se com postura anormal, indicativa de lesões no cérebro. Pode também ocorrer alteração do estado de consciência, com Escala de coma de Glasgow entre 3 e 5. As pupilas podem-se apresentar dilatadas e não reagir à luz.
Uma hérnia cerebral pode ser causada por diversos factores que causam um efeito de massa e aumentam a pressão intracraniana (PIC), entre os quais traumatismo cranioencefálico, hemorragia intracraniana ou tumor cerebral. Pode também ocorrer na ausência de PIC elevada na sequência da ocorrência de lesões de massa, como hematomas, nas margens dos compartimentos do cérebro. Nestes casos, a pressão local encontra-se aumentada no local da hérnia, mas a pressão não é transmitida para o resto do cérebro, pelo que não se regista um aumento da PIC.
O tratamento consiste na remoção cirúrgica da massa etiológica e craniectomia descompressiva. Uma hérnia cerebral pode causar deficiência grave ou morte. Quando a hérnia é visível numa TAC, o prognóstico neurológico é geralmente desfavorável.